# St. Laurentius (Kronau)

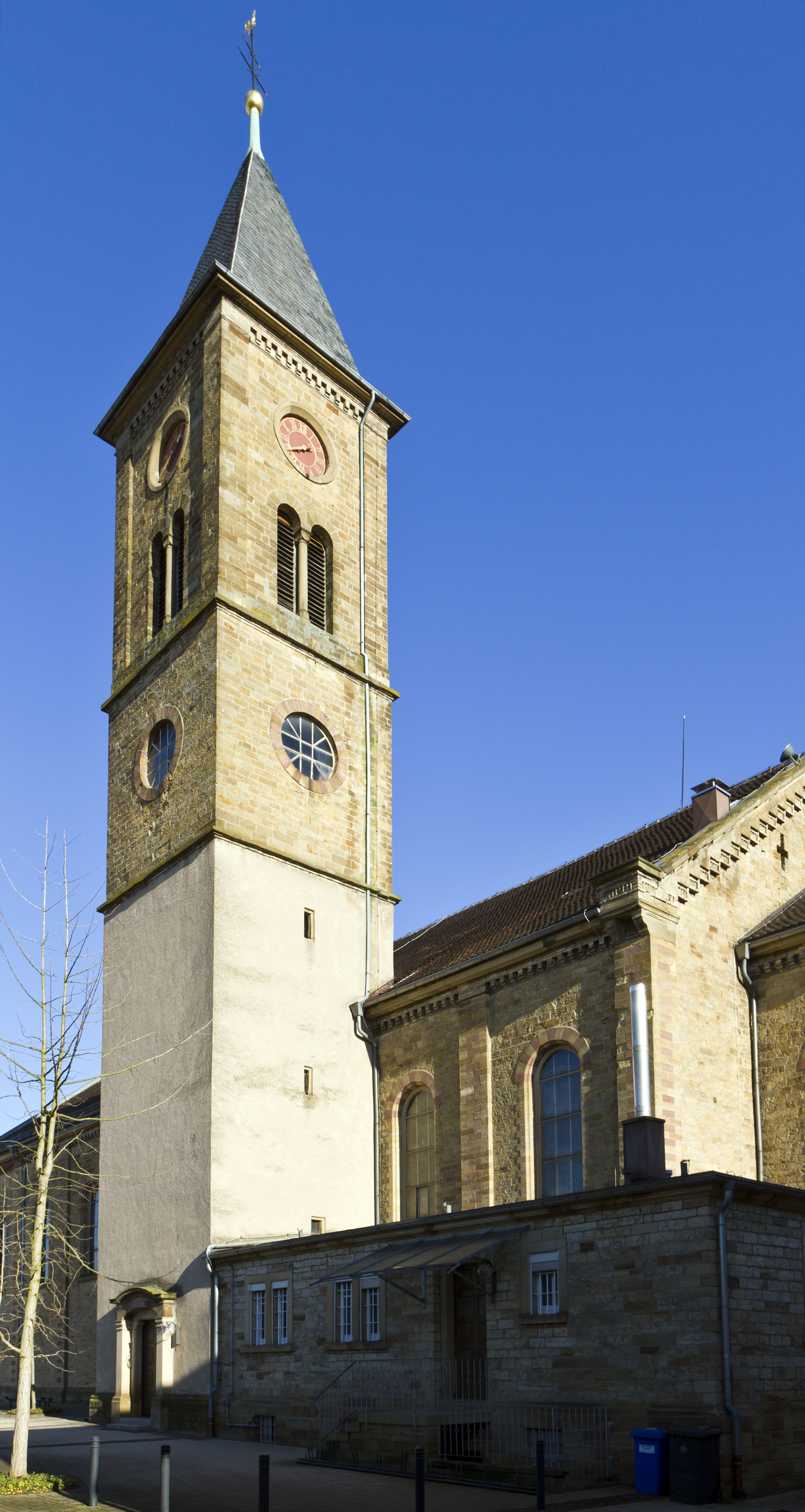
St. Laurentius in Kronau

Die römisch-katholische Pfarrkirche St. Laurentius ist ein geschütztes Kulturdenkmal nach dem Denkmalschutzgesetz. Sie steht in Kronau, einer Gemeinde im Landkreis Karlsruhe in Baden-Württemberg. Die Kirchengemeinde gehört zum Dekanat Bruchsal des Erzbistums Freiburg.

## Beschreibung
Die Saalkirche wurde von 1861 bis 1862 nach den Plänen von Heinrich Hübsch senkrecht zum ehemaligen geosteten, mittelalterlichen Vorgängerbau errichtet. Sie besteht aus dem Langhaus, dem eingezogenen, dreiseitig geschlossenen Chor im Süden und dem an der Westwand des Langhauses stehenden Kirchturm, dessen drei untere Geschosse vom Vorgängerbau stammen. Sein oberstes Geschoss beherbergt die Turmuhr und hinter den als Biforien gestalteten Klangarkaden den Glockenstuhl für vier Kirchenglocken. Darauf sitzt ein Pyramidendach. Der Außenbau ist durch Lisenen, der Innenraum durch Pilaster gegliedert. In den 1960er Jahren wurde das Langhaus von sieben auf neun Fensterachsen nach Norden verlängert.